# Charles W. Bell

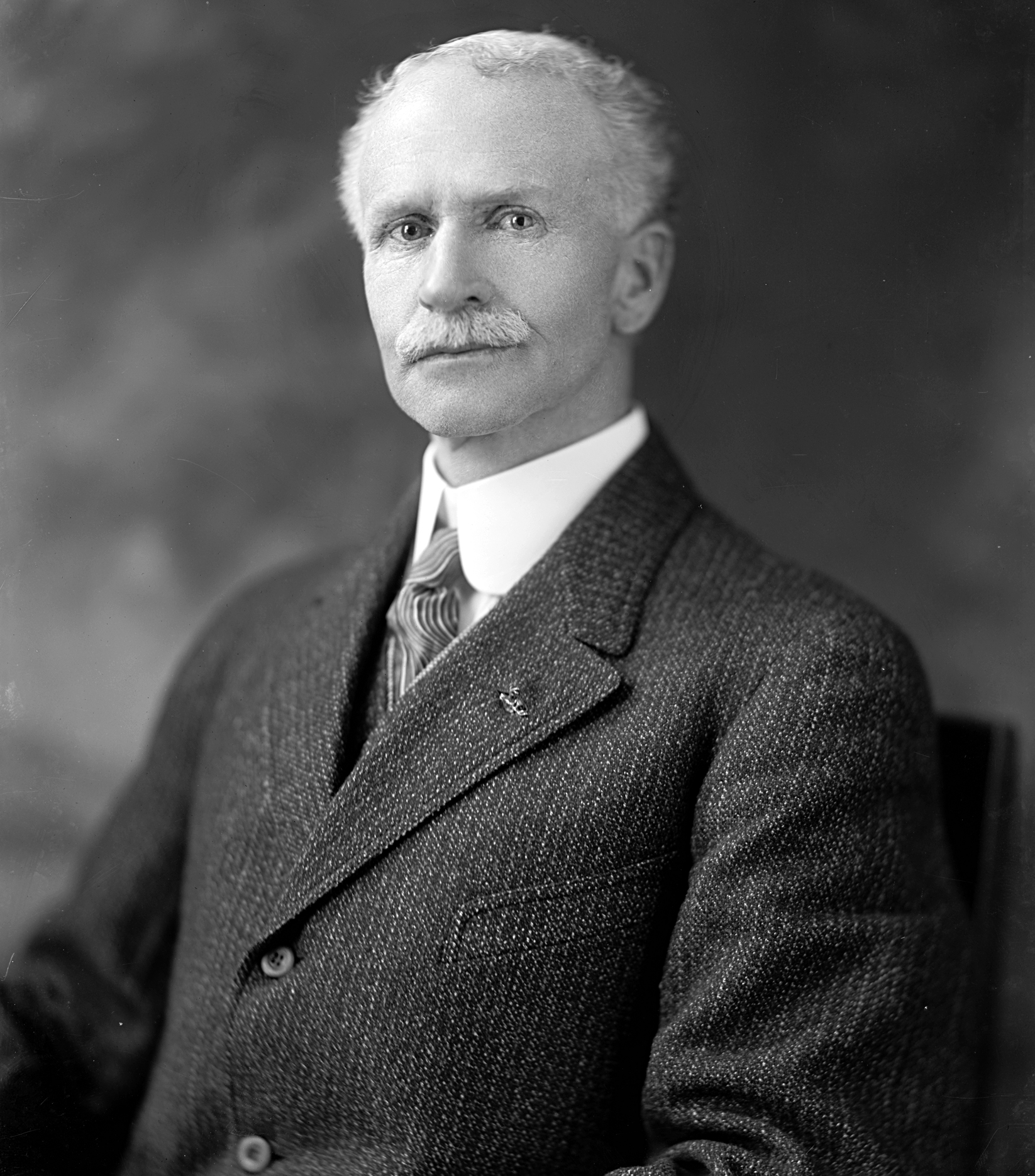
Charles W. Bell

Charles Webster Bell (* 11. Juni 1857 in Albany, New York; † 19. April 1927 in Pasadena, Kalifornien) war ein US-amerikanischer Politiker. Zwischen 1913 und 1915 vertrat er den Bundesstaat Kalifornien im US-Repräsentantenhaus.

## Werdegang
Charles Bell besuchte die öffentlichen Schulen seiner Heimat. Im Jahr 1877 zog er nach Pasadena in Kalifornien, wo er im Obstanbau arbeitete. Außerdem stieg er in das Immobiliengeschäft ein. Zwischen 1899 und 1903 war er Landrat im Los Angeles County. Politisch gehörte er dem progressiven Flügel der Republikanischen Partei an. Zwischen 1907 und 1912 saß er im Senat von Kalifornien.
Bei den Kongresswahlen des Jahres 1912 wurde Bell im damals neu eingerichteten neunten Wahlbezirk von Kalifornien in das US-Repräsentantenhaus in Washington, D.C. gewählt, wo er am 4. März 1913 sein neues Mandat antrat. Da er im Jahr 1914 nicht bestätigt wurde, konnte er bis zum 3. März 1915 nur eine Legislaturperiode im Kongress absolvieren. Nach dem Ende seiner Zeit im US-Repräsentantenhaus nahm Bell seine früheren Tätigkeiten wieder auf. Außerdem war er Sekretär der Pasadena Mercantile Finance Corporation. Er starb am 19. April 1927 in Pasadena, wo er auch beigesetzt wurde.